# Zovīrān
Zovīrān (persiska: زُويران, زُوِيران, زِوِران, زویران) är en ort i Iran.   Den ligger i provinsen Kurdistan, i den nordvästra delen av landet, 500 km väster om huvudstaden Teheran. Zovīrān ligger 1 583 meter över havet och antalet invånare är 195.
Terrängen runt Zovīrān är huvudsakligen kuperad, men norrut är den bergig. Zovīrān ligger nere i en dal. Runt Zovīrān är det ganska tätbefolkat, med 60 invånare per kvadratkilometer. Närmaste större samhälle är Gowyzeh-ye Kavīreh, 19,2 km sydväst om Zovīrān. Trakten runt Zovīrān består i huvudsak av gräsmarker.